# Arctia petriburgensis
Arctia petriburgensis är en fjärilsart som beskrevs av Edward Alfred Cockayne 1935. Arctia petriburgensis ingår i släktet Arctia och familjen björnspinnare. Inga underarter finns listade i Catalogue of Life.